# Страховочная система

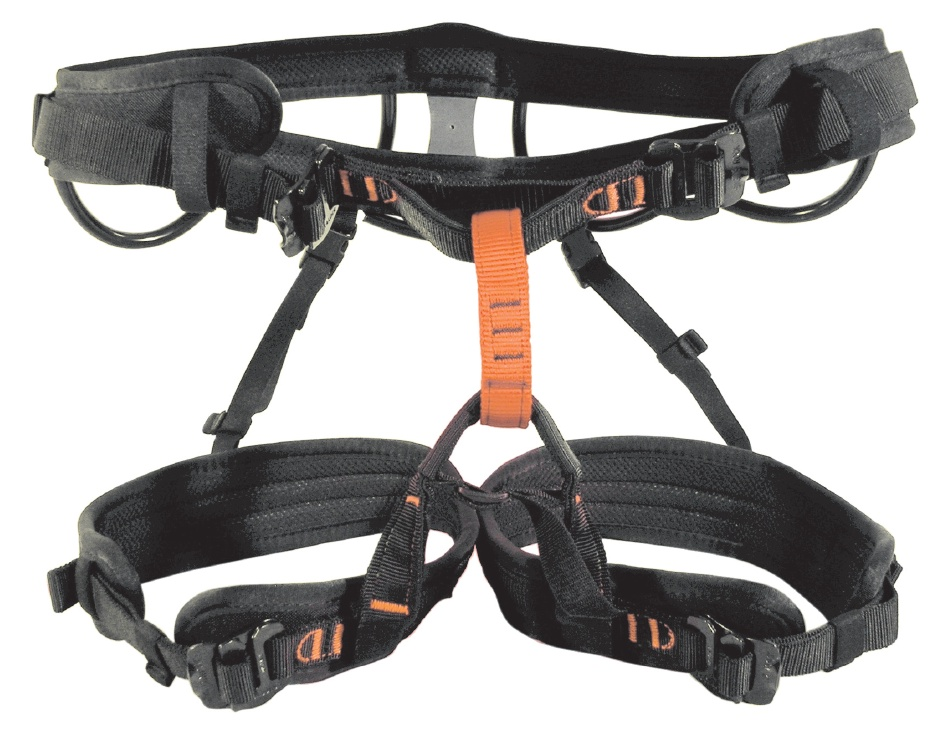
нижняя страховочная система для альпинизма

Страхо́вочная систе́ма (разг. систе́ма, ИСС) — элемент альпинистского снаряжения, который надевает на себя спортсмен и прикрепляет себя к альпинистской верёвке узлом «восьмёрка» (или парой разнонаправленных карабинов). Страховочная система служит для распределения нагрузки при рывке верёвки вследствие срыва (падения) на большую площадь и предотвращения травмирования спортсмена. Индивидуальные страховочные системы, используемые в альпинизме, горном туризме, скалолазании должны соответствовать требованиям UIAA. Страховочная система является составным элементом страховки наряду с альпинистской верёвкой, карабином.

## Виды страховочных систем

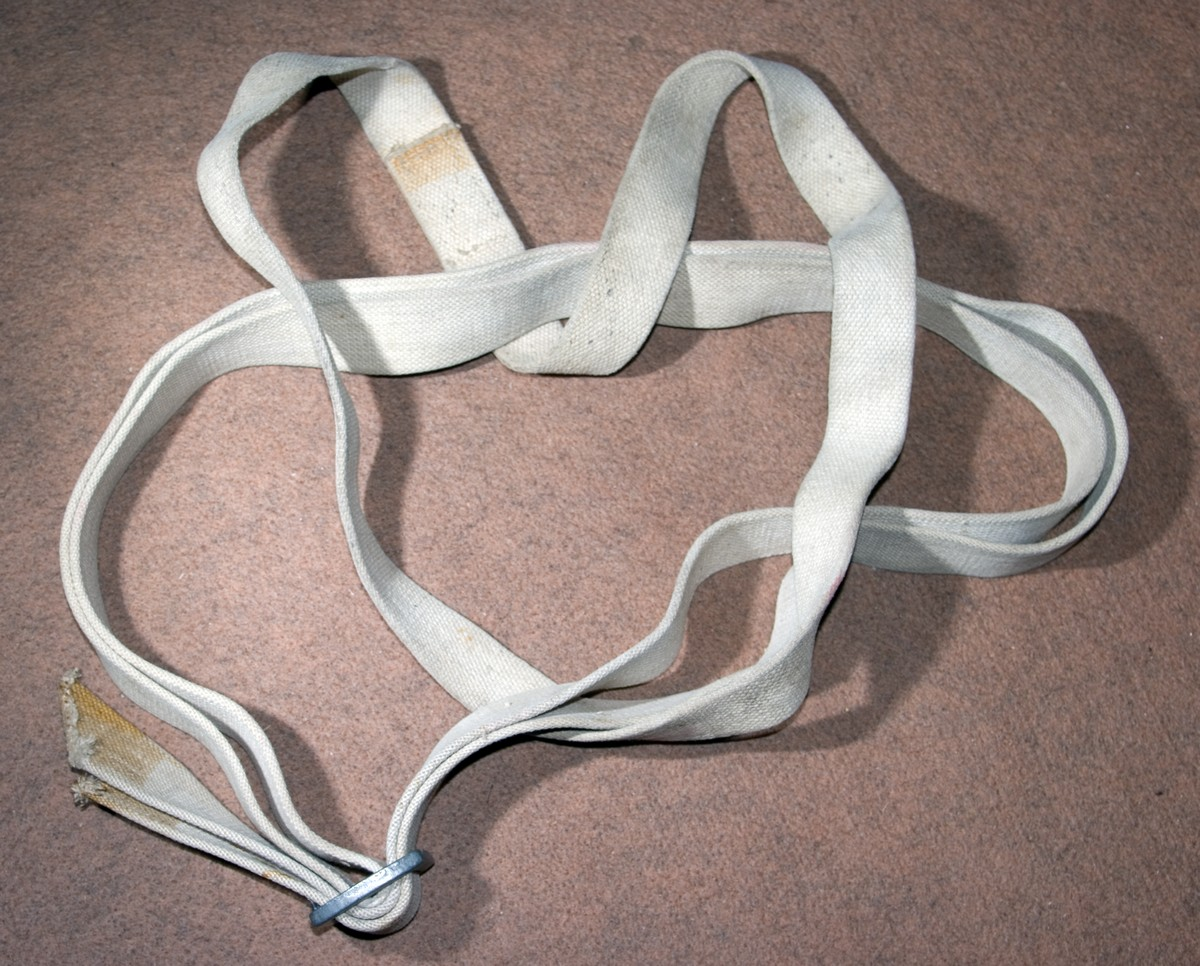
пояс Абалакова

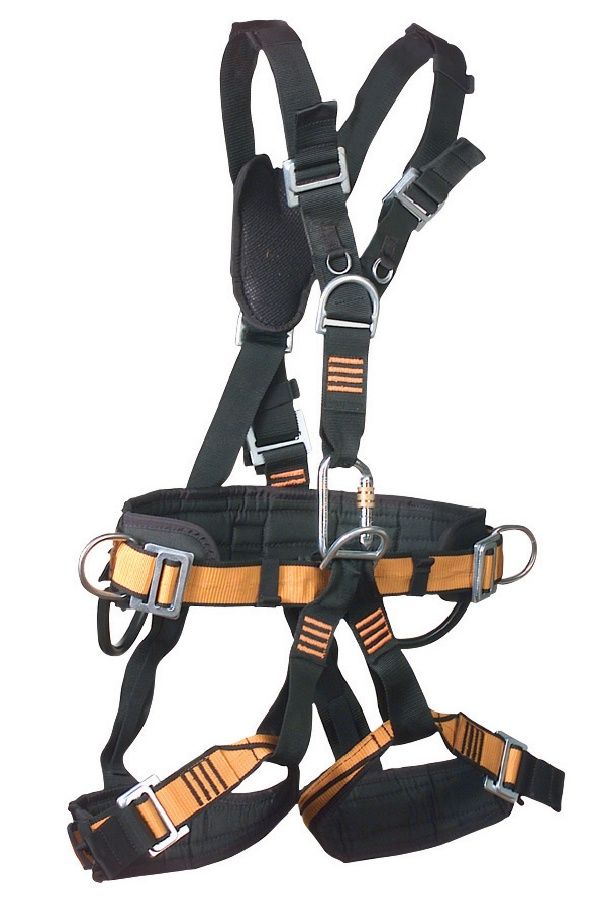
полная индивидуальная страховочная система (ИСС) в промышленном альпинизме

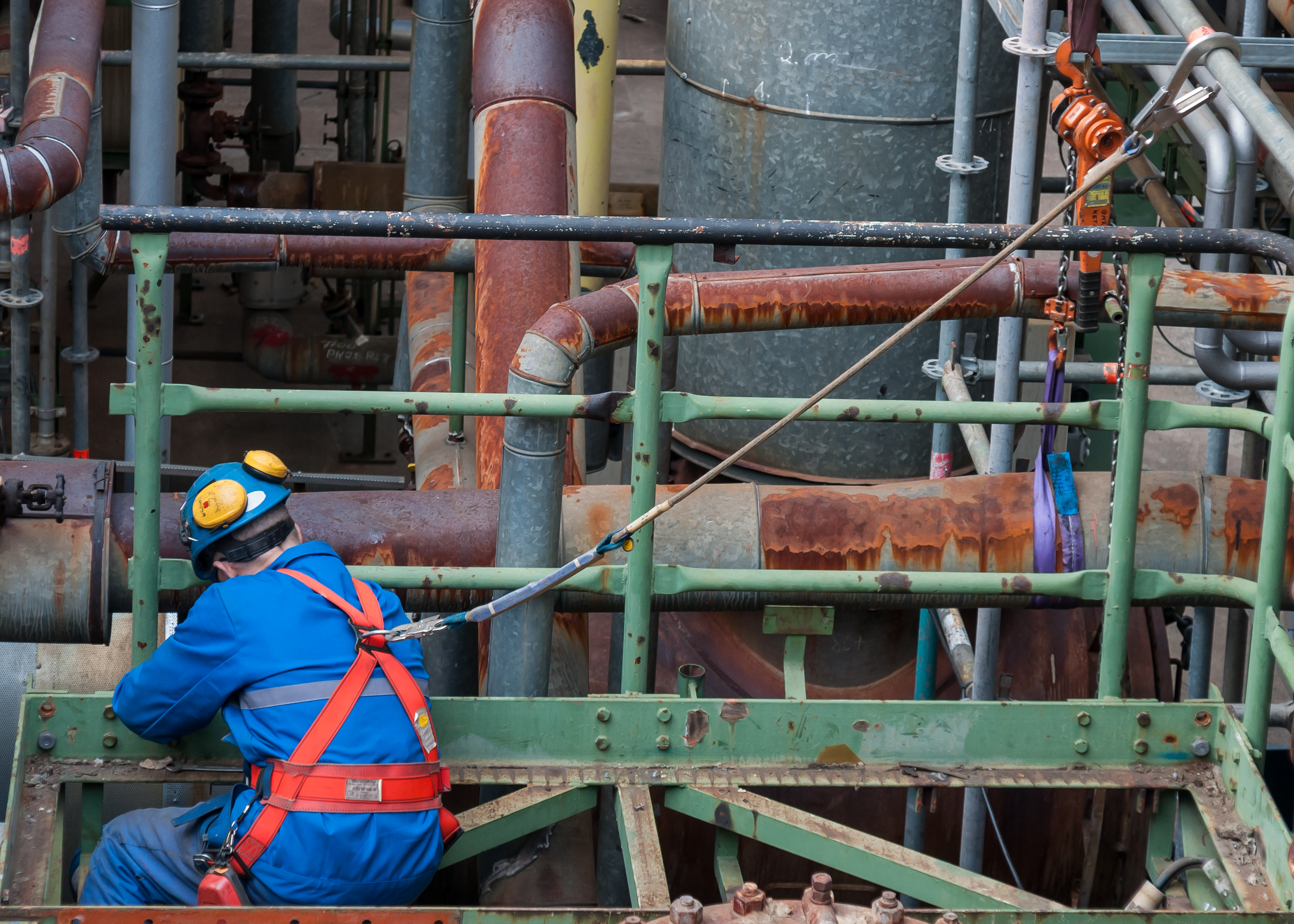
рабочий в Германии со страховкой для работы на высоте

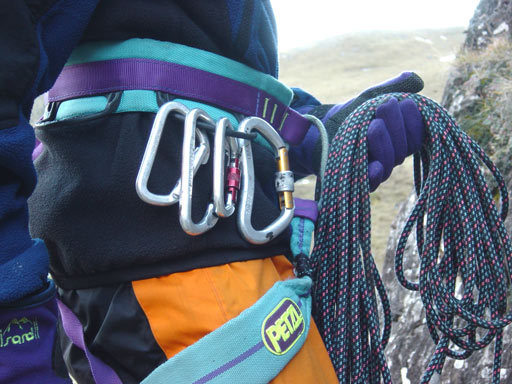
«балкон» для развески снаряжения

принцип блокировки нижней и верхней обвязок

### Верхняя система («грудная обвязка»)
Верхняя система (также называемая «грудной обвязкой») состоит из широкого силового ремня, охватывающего грудную клетку спортсмена, и двух бретелек, фиксирующих положение системы на плечах. Одним из первых вариантов грудной обвязки является альпинистский пояс («пояс Абалакова»), который также мог быть использован в качестве нижней системы («беседки»).
При применении без нижней системы — опасна при серьёзных срывах (или длительном свободном зависании), поскольку сдавливает грудную клетку, и может привести к удушению. В настоящее время, по соображениям безопасности, верхнюю систему отдельно не применяют; используют только сблокированной с нижней системой.

### Нижняя система («беседка»)
Нижняя система (также называемая «беседкой») состоит из соединённых между собой пояса и ножных обхватов. Нижняя система может быть с регулировкой ножных обхватов, или без регулировки ножных обхватов. Именно нижняя система является наиболее популярным среди скалолазов видом страховочных систем.

### Полная система (комбинированная)
Полная система состоит из пояса, ножных и плечевых обхватов. Полная система может быть раздельной, то есть состоять из грудной обвязки и беседки, соединённых между собой блокировкой. Полную систему редко используют в скалолазании по причине меньшего комфорта в сравнении с нижней страховочной системой, а также большей массы системы, однако она — более безопасна, так как полностью исключает выпадение скалолаза из обвязки при переворачивании вниз головой и резком рывке. Полную систему ежегодно используют в качестве обязательной на этапе Кубка мира в городе Валь Даон (Италия). В спортивном горном туризме и альпинизме использование полной системы является основным элементом безопасности при работе с верёвкой, и в большинстве случаев — обязательно. Это связано с тем, что спортсмен передвигается по сложному рельефу с рюкзаком, и одной только грудной обвязки или беседки недостаточно для обеспечения безопасности при срыве.
В промальпе, арбористике, спелеотуризме полная система — обязательна.

## Основные элементы страховочной системы

### Пряжка
На системах могут быть установлены пряжки различных конструкций. Их можно разделить на пряжки, требующие обратный ход ремня, и не требующие его.

### Кольцо
Кольцо — ключевой элемент страховочной системы, связывающий пояс с ножными обхватами. В качестве дополнительной страховки, связывающей пояс с ножными обхватами, также скрепляют дополнительной верёвкой.

### Петельки по бокам системы («балконы»)
По бокам пояса беседки часто вшиты небольшие петельки, также их называют «балконами» или «полочками». Они предназначены для развески снаряжения (набора оттяжек, закладок, френдов). Скалолаз, при прохождении трассы, последовательно снимает с обвязки оттяжки, вщёлкивает их в шлямбуры, и прощёлкивает в оттяжки свою верёвку. Эти петельки нельзя использовать как грузовые, как правило, они выдерживают не более 5—10 кг.